# Dirka po Franciji 1910
Dirka po Franciji 1910 je bila 8. dirka po Franciji, ki je potekala od 3. do 31. julija 1910. Vsebovala je 15 etap, eno več kot leto pred tem, dolžina celotne trase je bila 4.737 km, povprečna hitrost zmagovalca pa 28,680 km/h. Na Touru se je prvikrat pojavilo spremljevalno vozilo - »metla«, ki je pobiralo kolesarje, ki so odstopili med samo dirko.
Tour 1910 je bil prvi Tour s pirenejsko etapo. Glavna favorita za zmago sta bila zmagovalec predhodnje dirke François Faber in hribolazec Octave Lapize. Zaradi točkovnega sistema sta bili njuni možnosti za skupno zmago približno enaki. Na koncu je zmagal Francoz Lapize za vsega štiri točke.
Ekipno zmago je doseglo kolesarsko moštvo Alcyon.

## Pregled
| Kategorije                          | Podatki     |
| ----------------------------------- | ----------- |
| Začetek-konec                       | Pariz-Pariz |
| Dolžina (km)                        | 4.737       |
| Število etap                        | 15          |
| Povprečna hitrost zmagovalca (km/h) | 28.680      |
| Kolesarjev                          | 110         |
| Tekmo končalo                       | 41          |

| Etapa | Datum     | Start in cilj      | Dolžina | Etapni zmagovalec  | Vodeči             |
| ----- | --------- | ------------------ | ------- | ------------------ | ------------------ |
| 1     | 3. julij  | Pariz - Roubaix    | 272 km  | Charles Crupelandt | Charles Crupelandt |
| 2     | 5. julij  | Roubaix - Metz     | 398 km  | François Faber     | François Faber     |
| 3     | 7. julij  | Metz - Belfort     | 259 km  | Émile Georget      | François Faber     |
| 4     | 9. julij  | Belfort - Lyon     | 309 km  | François Faber     | François Faber     |
| 5     | 11. julij | Lyon - Grenoble    | 311 km  | Octave Lapize      | François Faber     |
| 6     | 13. julij | Grenoble - Nica    | 345 km  | Julien Maitron     | François Faber     |
| 7     | 15. julij | Nica - Nîmes       | 345 km  | François Faber     | François Faber     |
| 8     | 17. julij | Nîmes - Perpignan  | 216 km  | Georges Paulmier   | François Faber     |
| 9     | 19. julij | Perpignan - Luchon | 289 km  | Octave Lapize      | François Faber     |
| 10    | 21. julij | Luchon - Bayonne   | 326 km  | Octave Lapize      | François Faber     |
| 11    | 23. julij | Bayonne - Bordeaux | 269 km  | Ernest Paul        | François Faber     |
| 12    | 25. julij | Bordeaux - Nantes  | 391 km  | Louis Trousselier  | François Faber     |
| 13    | 27. julij | Nantes - Brest     | 321 km  | Gustave Garrigou   | Octave Lapize      |
| 14    | 29. julij | Brest - Caen       | 424 km  | Octave Lapize      | Octave Lapize      |
| 15    | 31. julij | Caen - Pariz       | 262 km  | Ernesto Azzini     | Octave Lapize      |